# Mudface
Albums de Redman
Reggie
(2010) Muddy Waters Too
(2024)
Singles
1. Dopeman
Sortie : 4 septembre 2015

Mudface est le huitième album studio de Redman, sorti le 13 novembre 2015. 

## Liste des titres
| No  | Titre                                        | Contient un (des) sample(s) de | Durée |
| --- | -------------------------------------------- | ------------------------------ | ----- |
| 1.  | Dr. Trevis (Intro) (featuring Josh Gannet)   |                                | 0:50  |
| 2.  | Wus Really Hood                              |                                | 1:27  |
| 3.  | Beastin' (MCA)                               |                                | 2:32  |
| 4.  | Gettin' Inside                               |                                | 3:19  |
| 5.  | Muddy Island (Skit)                          |                                | 0:58  |
| 6.  | Nigga Like Me                                |                                | 2:28  |
| 7.  | Dopeman (featuring StressMatic)              |                                | 2:37  |
| 8.  | Let It Go                                    |                                | 3:18  |
| 9.  | Bars                                         | Rainmaker de Harry Nilsson     | 3:15  |
| 10. | High 2 Come Down                             |                                | 3:28  |
| 11. | Won't Be Fiendin (The Dez Remix)             |                                | 3:44  |
| 12. | Undeniable (featuring Ready Roc et Runt Dog) |                                | 3:16  |
| 13. | Go Hard                                      |                                | 3:01  |